# Удавовидный уж
Удавовидный уж (лат. Homalopsis buccata) — змея семейства пресноводные змеи.

## Внешний вид
Максимальная длина 130 см. Щитки головы крупные, типичные для ужеобразных. Тело покрыто ребристой чешуей. Характерными элементами окраски головы в большинстве случаев являются черные полосы, идущие по основному бежевому или серому фону через глаза и образующие своеобразные «очки-маску», а также черное пятно, попадающее на область ноздрей. На территории ареала образует разнообразные цветовые вариации.

## Распространение
Обитает от Бангладеш через Мьянму, Индокитай и Малаккский полуостров до острова Сулавеси (Индонезия).

## Образ жизни
Обитает на суше около пресных водоёмов, таких как водохранилища, орошаемые поля, пруды и болота, в том числе в пригородных зонах. Ведёт ночной образ жизни. Днём прячется в грязевых норах по берегам. Питается преимущественно рыбой, но может также поедать бесхвостых земноводных и, возможно, ракообразных.